# Otto Neumann
Otto Neumann   (Karlsruhe, 28 d'agost de 1902 - Mannheim, 12 d'abril de 1990) va ser un atleta alemany, especialista en curses de velocitat, que va competir durant les dècades de 1920 i 1930.
El 1928 va prendre part en els Jocs Olímpics d'Amsterdam, on va disputar dues proves del programa d'atletisme. Va guanyar la medalla de plata en els 4x400 metres relleus, formant equip amb Harry Storz, Richard Krebs i Hermann Engelhard. En els 400 metres fou eliminat en sèries.
Neumann va guanyar els títols nacionals de 400 m (1922 i 1924), relleus 4×400 m (1927-28) i 400 metres tanques (1928). Posteriorment va ser professor honorari d'educació física a la Universitat de Heidelberg i entre 1938 i 1940 va fer d'entrenador de futbol del SV Waldhof Mannheim, amb qui guanyà la copa de 1939. El 1952 va ser membre fundador de la secció de bàsquet de la USC Heidelberg.

## Millors marques
- 200 metres llisos. 21.9" (1931)
- 400 metres llisos. 47.9" (1928)
- 400 metres tanques. 55.0" (1928)
- 4x400 metres llisos. 3' 14.8" (1928) Rècord del món no ratificat[1][3]